# Serajul Alam Khan
Pour les articles homonymes, voir Khan (homonymie).
Nizam Mohammad Serajul Alam Khan, dit Serajul Alam Khan ou Dadabhai, né le 6 janvier 1941 dans le Begumganj (Noakhali, présidence du Bengale, Inde britannique) et mort à Dacca (Bengladesh) le 9 juin 2023, est un analyste politique, philosophe et écrivain bangladais. 

## Biographie
Il est l'un des fondateurs de Swadhin Bangla Biplobi Parishad (en) (Conseil indépendant du mouvement des étudiants du Bangladesh), une organisation secrète de la Chhatra League, qui a joué un rôle important dans la guerre de libération du Bangladesh. Avec A. S. M. Abdur Rab et Shajahan Siraj, il a pris position contre le gouvernement dirigé par Sheikh Mujibur Rahman.